# Barygenys exsul
Barygenys exsul és una espècie de granota que viu a Papua Nova Guinea.